# Cornelis Norbertus Gysbrechts

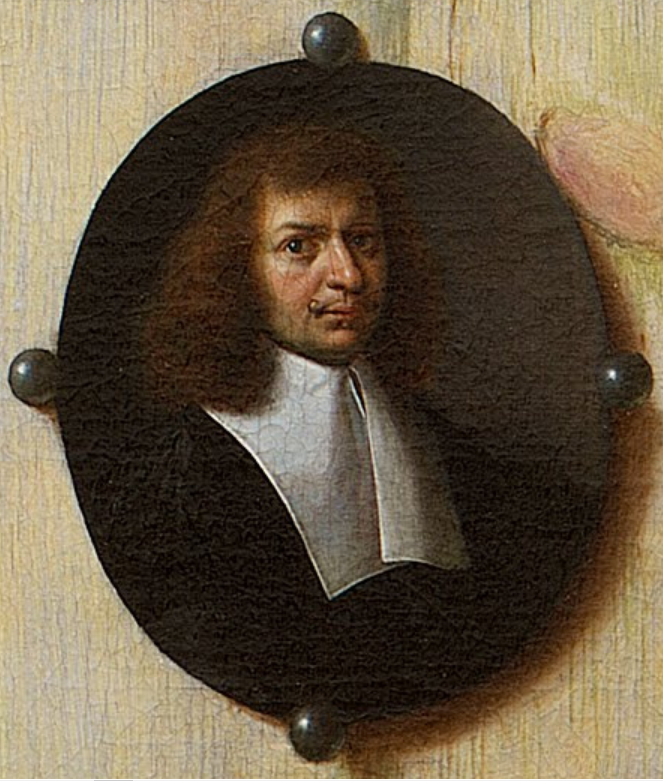
Auto-retrato em detalhe de uma natureza morta em trompe l'oeil

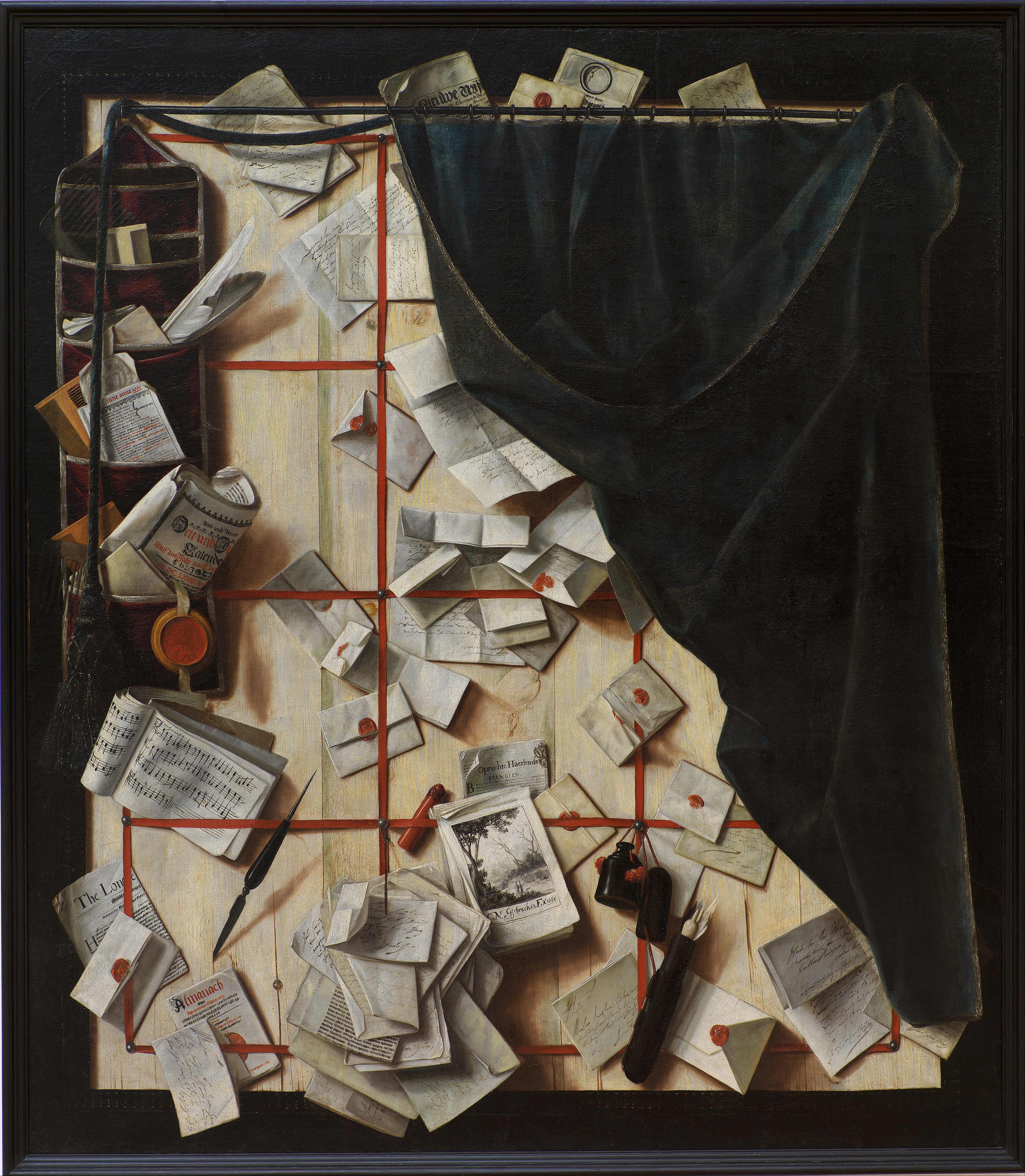
Trompe l'œil.

Cornelis Norbertus Gysbrechts ou Gijsbrechts (1630 - 1675) foi um pintor flamengo ativo ao segundo meio do século XVII. Era um pintor da corte da família real dinamarquesa. Especializou-se em  natureza-morta e trompe l'œil, um género artístico que utiliza truques visuais para dar aos espectadores a ilusão de que não estão a olhar para uma pintura, mas sim para objectos tridimensionais reais. Também criou muitas naturezas mortas vanitas.

## Galeria

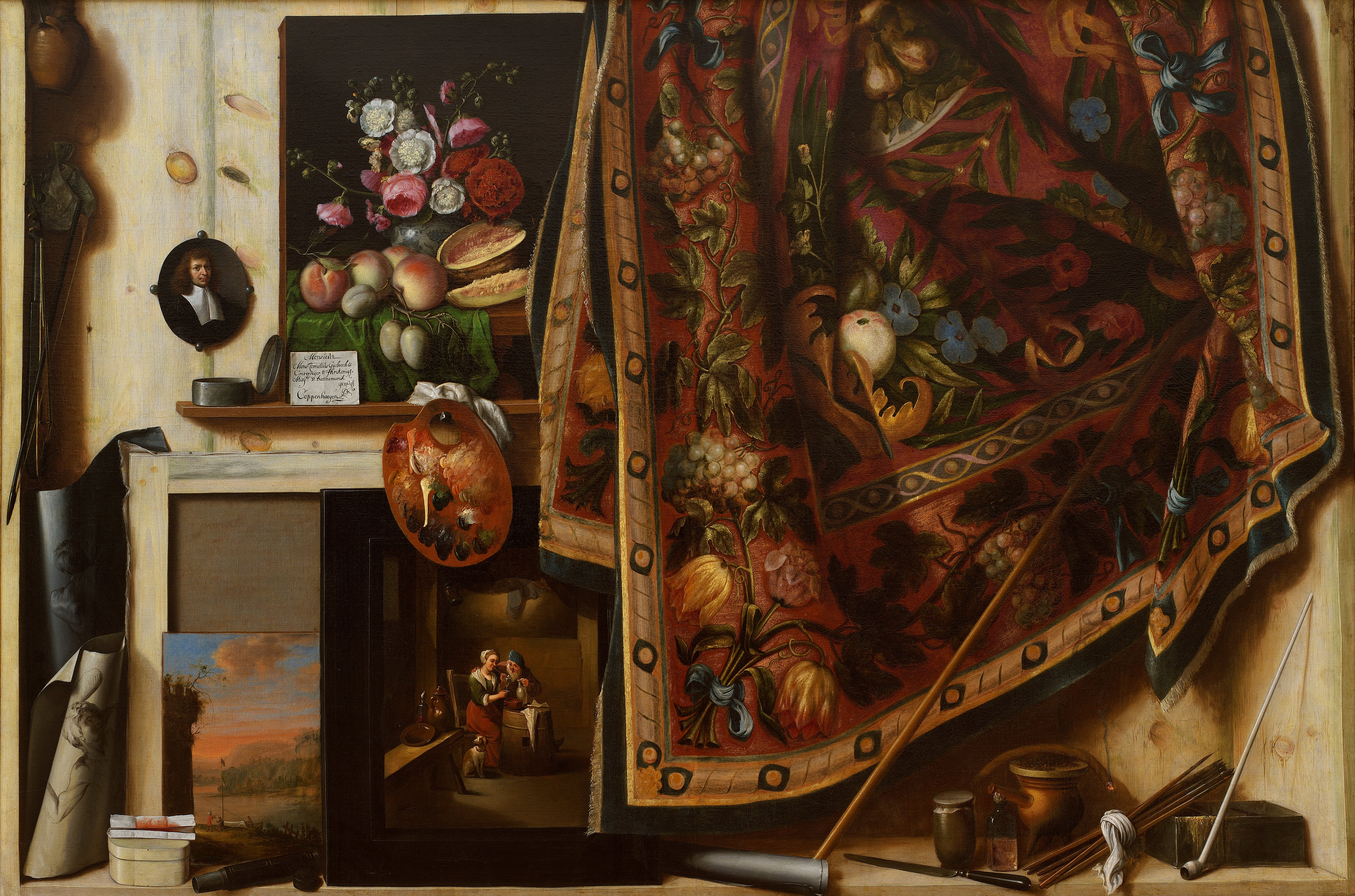
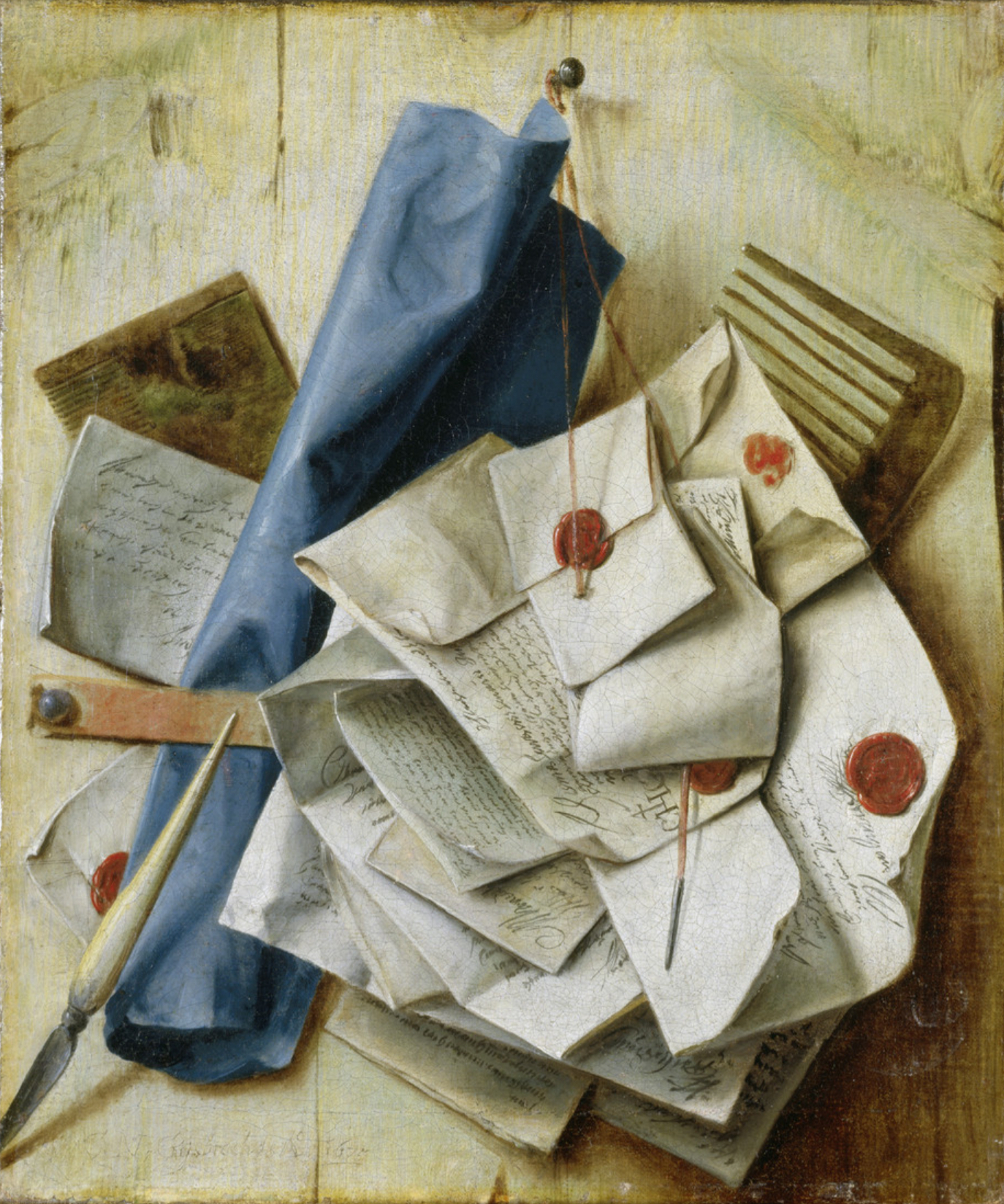
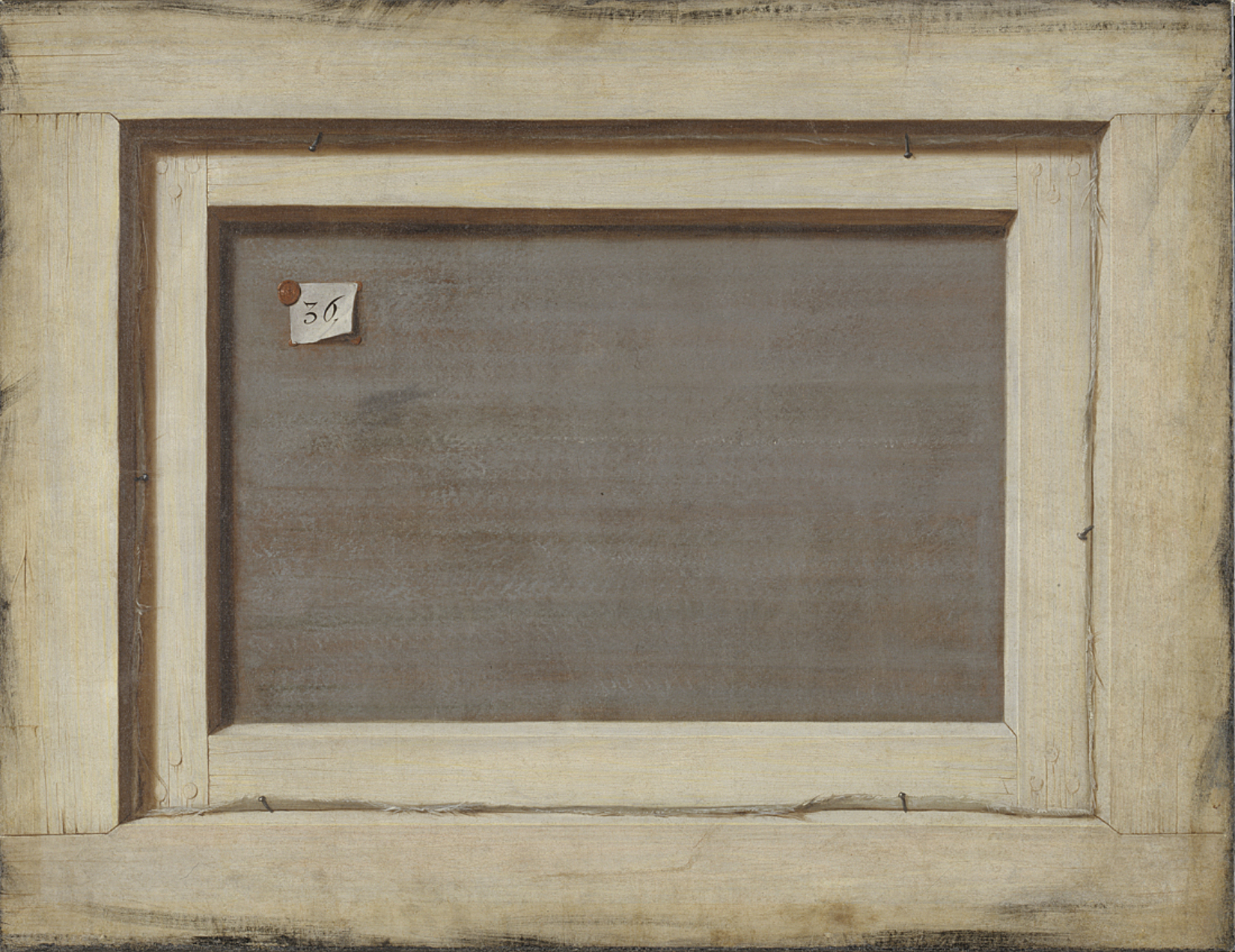
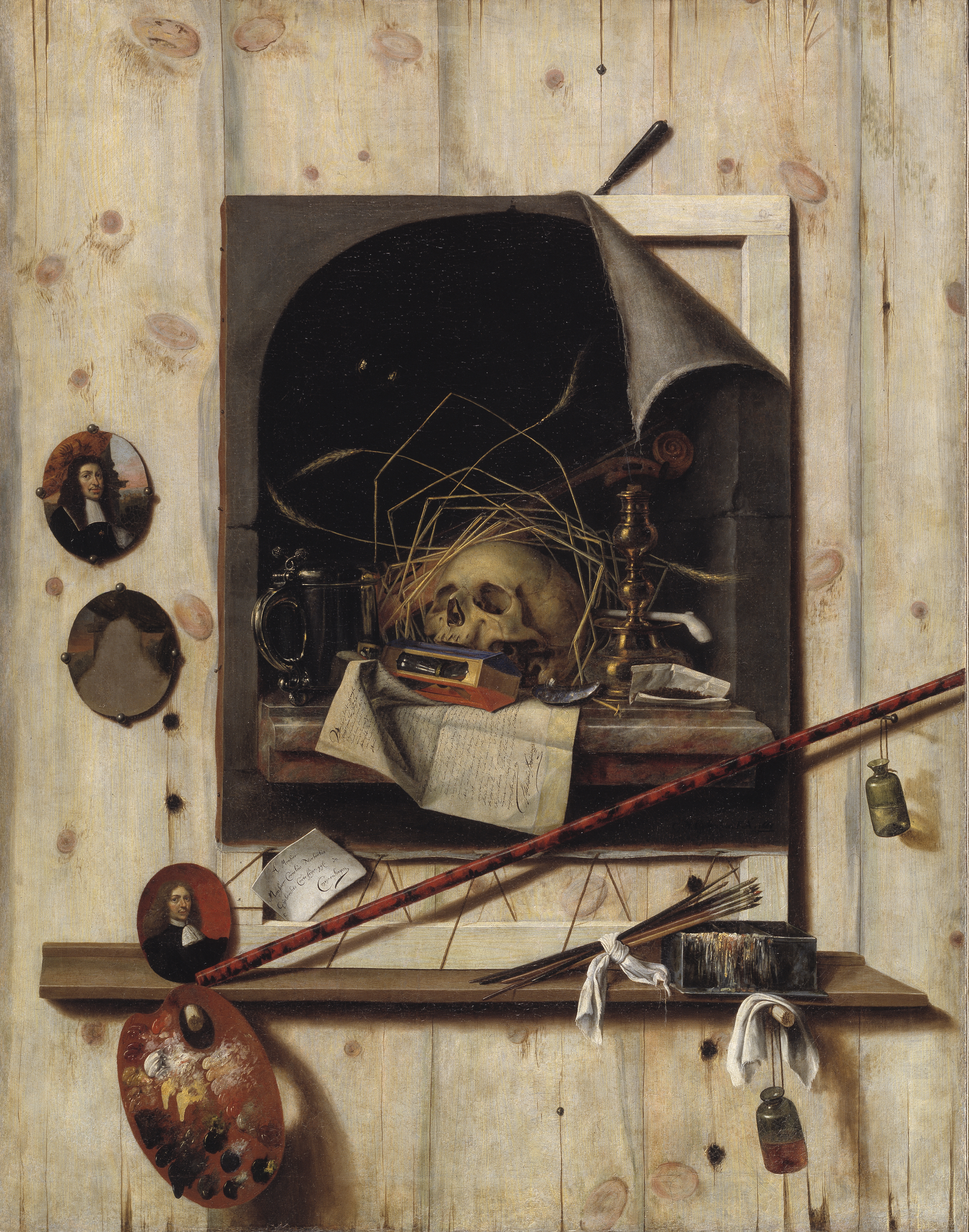